# Der Traumprinz von Em
Der Traumprinz von Em (Originaltitel: Drömprinsen – Filmen om Em) ist ein schwedischer Jugendfilm aus dem Jahr 1996. Ella Lemhagen führte die Regie und schrieb das Drehbuch.

## Handlung
Die vierzehnjährige Em liebt es, ihre Freizeit in ihrer Spielhütte zu verbringen. Eines Tages setzt ein Junge die Hütte in Brand. Bevor dieser abhauen konnte, konnte Em ihn erkennen. Einige Tage später treffen sich beide und zum ersten Mal in ihrem Leben verliebt sich Em.

## Auszeichnungen
Für den schwedischen Guldbagge-Preis wurde Der Traumprinz von Em 1997 nominiert in der Kategorie bester Film und beste Regie.